# Psalmenoproer
Het Psalmenoproer speelde zich onder meer af in Vlaardingen en Maassluis in de jaren 1775-1776 na het invoeren van de ritmische psalmberijming van 1773 en het daaraan gekoppelde ritmisch zingen. In Zeeland waren er eveneens bewegingen die deze berijming fel bestreden.
Van 1566 tot 1773 vormde de psalmberijming van Peter Datheen het belangrijkste gezangenboek van de Nederduits Gereformeerde Kerk (voorgangster van de Nederlandse Hervormde Kerk). Vanwege de verouderde bewoordingen van Datheen werd er in 1773 door de Staten-Generaal een nieuwe psalmberijming ingevoerd. Daarnaast voerden de lokale kerkenraden het ritmische zingen in waarbij de noten korter gezongen werden. Delen van de protestantse gemeenten van Vlaardingen en Maassluis kwamen hiertegen in opstand; zij bleven liever de berijming van Datheen gebruiken, in het langzamere tempo. 
Vanaf het begin van de Nederlandse staat (1572) was er intensieve bemoeienis van de overheid met de kerk. Onder meer door het beschikbaar maken van de Statenvertaling beoogde zij meer eenheid in de zeven Nederlandse gewesten te bereiken. Deze staatsbemoeienis met kerkelijke zaken zou tot de Franse tijd (1795), en daarna nog gedurende het grootste deel van de negentiende eeuw voortduren onder het motto 'eenheid in regering, land en godsdienst'.
Tegenwoordig wordt de psalmberijming van Datheen nog in zo'n 30 kerkelijke gemeenten gezongen, met name in oudgereformeerde gemeenten in Zeeland.

## Trivia
- Maarten 't Hart heeft de gebeurtenissen in Maassluis beschreven in zijn historische roman Het psalmenoproer.